# Selago barbula
Selago barbula är en flenörtsväxtart som beskrevs av William Henry Harvey och Robert Allen Rolfe. Selago barbula ingår i släktet Selago och familjen flenörtsväxter. Inga underarter finns listade i Catalogue of Life.